# Teorema dell'impossibilità di Arrow

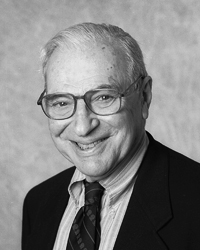
Kenneth Arrow

Il teorema dell'impossibilità di Arrow, o semplicemente teorema di Arrow, è un teorema provato dall'economista Kenneth Arrow nel suo Scelte sociali e valori individuali (1951).
Con questo teorema Arrow ha dimostrato che data una scelta tra almeno tre alternative e poste a priori le condizioni di «universalità», «non imposizione», «non dittatorialità», «monotonicità» e «indipendenza dalle alternative irrilevanti», non è possibile determinare una funzione di scelta pubblica che le rispetti. 
Il teorema fu formulato sulla scorta del fallito tentativo di elaborare una qualsiasi procedura di decisione collettiva che potesse soddisfare alcuni requisiti ragionevoli al fine di garantire una scelta non arbitraria. Un esempio di procedura incapace di soddisfare tutti i requisiti suelencati è il sistema di voto maggioritario come mostrato dal paradosso di Condorcet (ciclicità delle preferenze collettive a fronte della transitività di quelle individuali), il quale asserisce che in un voto democratico si giunge sempre a scelte ambigue (se il singolo elettore vota A perché preferibile a B e B perché preferibile a C, e quindi A è preferibile a C, non è detto che a livello comunitario A sia necessariamente preferito a C).

## Enunciato
Si dia il caso di una comunità che necessiti di adottare un ordine di preferenze tra diverse opzioni. Ciascun individuo della comunità ha un proprio ordine di preferenza, che può esprimere per esempio tramite un voto. Il quesito è quello di trovare una procedura (per esempio un sistema di voto), più in generale chiamato una funzione di scelta pubblica, che trasformi l'insieme delle preferenze individuali in un ordinamento globale coerente. Il teorema considera le seguenti proprietà, che Arrow ipotizza rappresentare requisiti ragionevoli per un sistema di voto equo:
- universalità (o dominio non ristretto): deve portare a una decisione, qualunque sia la configurazione delle preferenze dei votanti. Non deve perciò fallire in caso di preferenze multimodali;
- non imposizione (o sovranità del cittadino): qualsiasi possibile preferenza sociale deve essere raggiungibile a partire da un appropriato insieme di preferenze individuali (ogni risultato deve poter essere raggiunto in qualche maniera);
- non dittatorialità: la funzione di scelta sociale non deve semplicemente seguire l'ordinamento delle preferenze di un individuo o un sottoinsieme di individui, al contempo ignorando le preferenze degli altri;
- monotonicità, o associazione positiva tra i valori individuali e sociali: se un individuo modifica il proprio ordinamento di preferenze promuovendo una data opzione, la funzione di scelta sociale deve promuovere tale opzione o restare invariata, ma non può assegnare a tale opzione una preferenza minore (nessun individuo dovrebbe essere in grado di esprimersi contro un'opzione assegnandole una preferenza maggiore);
- indipendenza dalle alternative irrilevanti: se si confina l'attenzione ad un sottoinsieme di opzioni, e la funzione di scelta sociale è applicata ad esse soltanto, il risultato deve essere compatibile con il caso in cui la funzione di scelta sociale è applicata all'intero insieme di alternative possibili.

Il teorema di Arrow afferma che se il gruppo di cittadini votanti comprende almeno due individui e l'insieme delle alternative possibili almeno tre opzioni, non è possibile costruire una funzione di scelta sociale che soddisfi al contempo tutti i requisiti sopra enunciati.
Secondo una versione alternativa del teorema di Arrow, il requisito di monotonicità è rimpiazzato da:
- unanimità (o criterio paretiano, o efficienza paretiana): se ogni singolo individuo preferisce una certa opzione A all'opzione B, allora A deve essere preferita a B anche da parte della funzione di scelta sociale.

Tale formulazione è più restrittiva, in quanto ipotizzare sia la monotonicità che l'indipendenza dalle alternative irrilevanti implica l'efficienza paretiana.

## Formulazione logica

### Ipotesi 1
Siano {\displaystyle V} l'insieme dei voti, {\displaystyle A} e {\displaystyle B} i candidati.
Per semplicità si considerino inesistenti schede nulle o bianche e il pareggio (casi che sono sempre riconducibili a questo eliminando da {\displaystyle V} i voti nulli o in bianco, e ricorrendo eventualmente al ballottaggio).
Detto {\displaystyle V_{A}} l'insieme dei voti per {\displaystyle A}, risulta completamente determinato {\displaystyle V_{B}}, in quanto non è altro che il complementare, {\displaystyle V_{B}=V-V_{A}}.

### Ipotesi 2
Se {\displaystyle V_{A}} è sufficiente ad {\displaystyle A} per vincere, egli vince anche se prende più voti.
Nelle votazioni a maggioranza, il minimo di tali insiemi di voti è la metà più uno di {\displaystyle V}.
Ogni insieme che permetta la vittoria di un candidato (per esempio {\displaystyle A}) è detto insieme decisivo.
Chiamiamo {\displaystyle {\mathcal {A}}} la famiglia degli insiemi decisivi a favore di {\displaystyle A}.
In termini matematici abbiamo postulato che, detto {\displaystyle X} un insieme decisivo per {\displaystyle A} su {\displaystyle V}:
1. Se {\displaystyle X} è contenuto in {\displaystyle Y}, allora {\displaystyle Y}appartiene ad {\displaystyle {\mathcal {A}}}.
2. Ogni voto sta in {\displaystyle X} o nel suo complementare.
3. O {\displaystyle X} o il suo complementare è decisivo.

Queste proprietà sono molto vicine a quelle di un filtro su {\displaystyle V}, mancando solamente quella della chiusura rispetto all'intersezione. Mostreremo dunque che l'ipotesi della monotonicità (ossia che se {\displaystyle A} vince su {\displaystyle B}, e {\displaystyle B} vince su {\displaystyle C}, allora {\displaystyle A} vince su {\displaystyle C}) è equivalente alla chiusura rispetto all'intersezione degli insiemi decisivi di {\displaystyle V}.
Quanto sopra è l'enunciato del teorema.

### Dimostrazione
Supponiamo che {\displaystyle X\cap Y} non sia decisivo. Allora, per la proprietà 3, lo è il suo complementare {\displaystyle {}^{\mathcal {C}}\left(X\cap Y\right)}. Quindi, se {\displaystyle X} fa vincere {\displaystyle A} su {\displaystyle B}, e {\displaystyle Y} fa vincere {\displaystyle B} su {\displaystyle C}, vediamo come ogni votante esprimerebbe le sue preferenze:
1. per ogni elettore di {\displaystyle X\cap Y} {\displaystyle A} vince su {\displaystyle B}, e {\displaystyle B} su {\displaystyle C} ({\displaystyle ABC});
2. per ogni elettore di {\displaystyle Y-X=Y\cap {}^{\mathcal {C}}X} {\displaystyle B} su {\displaystyle C}, e {\displaystyle B} su {\displaystyle A} ({\displaystyle BCA});
3. per ogni elettore di {\displaystyle X-Y=X\cap {}^{\mathcal {C}}Y} {\displaystyle C} su {\displaystyle B}, e {\displaystyle A} su {\displaystyle B} ({\displaystyle CAB});
4. per ogni elettore di {\displaystyle {}^{\mathcal {C}}(X\cap Y)={}^{\mathcal {C}}X\cup {}^{\mathcal {C}}Y} {\displaystyle C} su {\displaystyle B}, e {\displaystyle B} su {\displaystyle A} ({\displaystyle CBA}).

Allora {\displaystyle A} vince su {\displaystyle B} perché {\displaystyle X} è decisivo, {\displaystyle B} vince su {\displaystyle C} perché è decisivo {\displaystyle X} e {\displaystyle C} vince su {\displaystyle A} perché {\displaystyle {}^{\mathcal {C}}\left(X\cap Y\right)} è decisivo. Quindi abbiamo il paradosso di Condorcet. Viceversa, dato un qualunque ordine delle prefenze, siano {\displaystyle X}, {\displaystyle Y} e {\displaystyle Z} rispettivamente i votanti che preferiscono {\displaystyle A} a {\displaystyle B}, {\displaystyle B} a {\displaystyle C} ed {\displaystyle A} a {\displaystyle C}. Tutti e tre sono decisivi. Vediamo ora che ogni votante di {\displaystyle X\cap Y} preferisce {\displaystyle A} a {\displaystyle B}, e {\displaystyle B} a {\displaystyle C}, e poiché l'ordine individuale è lineare, {\displaystyle A} a {\displaystyle C}. Dunque {\displaystyle X\cap Y\subseteq Z}. E dunque, poiché {\displaystyle X\cap Y} è decisivo, lo è anche {\displaystyle Z}.
Per le proprietà viste prima, gli insiemi decisivi che rispettano la chiusura rispetto all'intersezione formano un ultrafiltro, e dato che l'insieme dei votanti è, per fortuna, finito, anche un filtro principale. Esiste, dunque, un singolo votante, che Arrow chiama il dittatore, che da solo determina il risultato della votazione: egli è l'intersezione di tutti gli insiemi decisivi. Quindi, con le ipotesi che abbiamo fatto, delle due l'una: o accettiamo il paradosso di Condorcet, e quindi l'esito delle votazioni dipende dall'ordine in cui vengono effettuate, oppure in un sistema che esclude questa possibilità, ogni insieme decisivo comprende un dittatore, ossia un votante che da solo determina il risultato della votazione. Entrambe le possibilità sono in contrasto con l'idea istintiva di democrazia rappresentativa, che è quindi matematicamente impossibile. Contrariamente a quanto possa sembrare, sono possibili alternative che consentano ad una Costituzione di attuare una democrazia rappresentativa senza il paradosso di Condorcet, però queste forme devono necessariamente rinunciare ad una o più delle ipotesi viste in precedenza. Data la semplicità delle ipotesi di partenza, e la complessità della spiegazione del perché sono inaccettabili, è arduo ipotizzare che sia possibile far varare una legge elettorale conforme alle soluzioni prospettate.

## Interpretazioni
Il teorema di Arrow è un risultato matematico, ma è spesso espresso in termini non matematici, con affermazioni come: nessun sistema di voto è equo, qualunque sistema di voto può essere manipolato, o il solo sistema di voto non manipolabile è la dittatura. Tuttavia, va considerato che tali interpretazioni non sono stabilite dal risultato matematico. Per questo motivo, non hanno ricevuto il consenso unanime della comunità accademica. 
Arrow usa il termine fair (equo) con riferimento ai suoi criteri. In effetti alcuni di essi, quali l'ottimo paretiano o la richiesta di assenza di imposizioni, possono apparire banali. Non così, ad esempio, per il criterio dell'indipendenza dalle alternative irrilevanti. Si consideri il seguente esempio: Dave, Chris, Bill e Agnes concorrono per uno stesso posto di lavoro; si supponga che Agnes abbia un chiaro vantaggio rispetto agli altri concorrenti. Ora, in base al risultato di Arrow, si potrebbe avere una situazione in cui, se Dave si ritira, Bill, e non Agnes, ottiene il posto. Ciò potrebbe apparire non equo a molti; tuttavia il teorema di Arrow implica che situazioni di questo tipo non possono in generale essere evitate.
Diversi teorici, e non, hanno proposto di rilassare, ossia rendere meno restrittivo, il criterio dell'indipendenza dalle alternative irrilevanti al fine di risolvere il paradosso. I fautori di sistemi di voto basati su ordinamenti delle alternative affermano che il criterio sarebbe restrittivo senza ragione, e che non troverebbe applicazione nella maggioranza delle situazioni concrete. In effetti, tale criterio è escluso da diversi meccanismi di voto di comune impiego, così come in generalizzazioni quali il metodo di Borda.
Il teorema di Gibbard-Satterthwaite, un tentativo di rilassare le condizioni che portano al risultato di Arrow, sostituisce al criterio dell'indipendenza dalle alternative irrilevanti un criterio di non-manipolabilità. Il teorema, tuttavia, giunge alle stesse conclusioni (paradossali) di Arrow, dimostrando così l'equivalenza tra il criterio dell'indipendenza dalle alternative irrilevanti e la non-manipolabilità.
In conclusione, il teorema di Arrow mostra che il voto è un gioco non banale, e che la teoria dei giochi potrebbe essere impiegata per predire l'esito della maggior parte dei meccanismi di voto. Ciò potrebbe essere interpretato come un risultato scoraggiante, dal momento che un gioco non ha necessariamente un equilibrio efficiente (o desiderabile dal punto di vista sociale). L'alternativa sarebbe di traslare al campo della politica elettorale i risultati ottenuti da Sen nel campo dell'economia, il che però richiede di rilassare una delle condizioni viste all'inizio.

## Conseguenze
Nel 1970, applicando lo stesso principio di Arrow, il Premio Nobel per l'economia Amartya Sen ha mostrato l'impossibilità matematica del liberismo paretiano (cioè l'impossibilità di perseguire in una società l'efficienza ottimale, secondo Vilfredo Pareto, ed insieme il liberalismo). 
Tramite una generalizzazione del metodo ad insiemi di vettori ad n dimensioni, l'economista Herbert Scarf ha mostrato nel 1962 l'inesistenza della mano invisibile per mercati con più di due beni i cui prezzi siano interdipendenti. Ne consegue il superamento del concetto che il solo mercato basti per sviluppare una società liberale, con il teorema di Arrow che fa da base al lavoro di Scarf sul disequilibrio dei mercati lasciati a sé.
Il risultato di Arrow rappresenta uno dei primi approcci alle scienze sociali tramite il formalismo matematico; tramite questo e altri lavori Kenneth Arrow ha contribuito significativamente all'evoluzione dell'economia politica nel corso del XX secolo nella direzione di un maggior rigore matematico.